# 玛迪·梅普莱
玛迪·梅普莱（法語：Mady Mesplé，1931年3月7日—2020年5月30日），法国歌剧女高音演唱家。

## 生平
1931年生于圖盧茲。4岁开始接触音乐，7岁入图卢兹音乐学校，系统学习钢琴和声乐。
1953年1月在列日首次表演莱奥·德利布的歌剧《拉克美》。1954年，她同样在布鲁塞尔的皇家铸币局剧院演唱该歌剧。之后，她以独特的音质和饱满的唱腔广为人知。她演唱的角色包括《霍夫曼的故事》中的奥林匹亚、《迷娘》中的费琳娜、《罗密欧与朱丽叶》中的朱丽叶、《哈姆雷特》中的歐菲莉亞以及《维特》中的苏菲等。
1956年，她在巴黎的喜歌劇院初次登场，同样是表演《拉克美》。1958年，在巴黎歌劇院初次登场，表演《聖衣會修女對話錄》的康斯坦斯。1960年，她代替瓊·蘇瑟蘭演唱了新版的《拉美莫爾的露琪亞》。她表演的其他意大利歌剧角色还包括《梦游女》中的阿米娜、《塞維利亞的理髮師》中的罗西娜、《唐·帕斯夸莱》中的诺丽娜、《弄臣》中的吉尔达等。她只唱过若干德国歌剧角色，包括《魔笛》中的夜后、《玫瑰騎士》中的苏菲、《阿里阿德涅在纳克索斯》中的策尔比内塔等。
她也曾赴国外众多歌剧院演唱，包括莫斯科大剧院、伦敦皇家歌劇院、米兰斯卡拉大劇院、纽约大都會歌劇院、阿根廷哥伦布剧院等。
1960年代，她经常在法国电视台上露面，探讨当代音乐家的作品。1985年退居幕后，在巴黎音乐师范学校任教。1990年代中期，她开始遭受帕金森氏症的困扰。2020年5月30日在家乡圖盧茲逝世。

## 荣誉
- 法國榮譽軍團大軍官勳章（2015年）[6]